# Sugaar

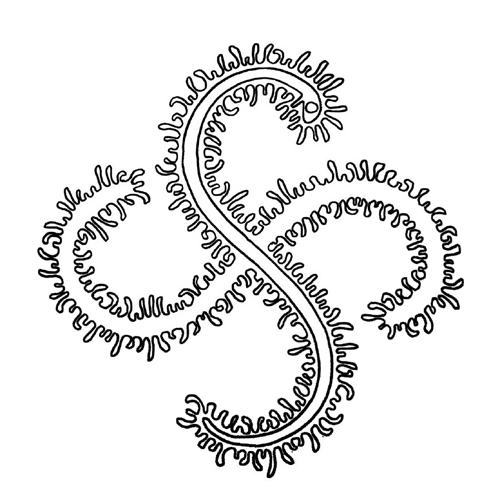
Représentation moderne de Sugaar comme serpent dans le lauburu, par Josu Goñi.

Sugaar  (prononcer « chouga-arre ») (autres noms : Sugar, Sugoi, Maju ou Suar) est la partie mâle d'une déité pré-chrétienne dans la mythologie basque associée aux orages et à la foudre, et époux de Mari.

## Description
Il est en général représenté par un dragon ou un serpent. Contrairement à son épouse Mari, il subsiste peu de légendes à son propos. 
L'essentiel de son existence est de se joindre périodiquement (le vendredi, à deux heures de l'après-midi) à Mari dans les montagnes pour y engendrer des orages.
Additionnellement, il existe un mythe dans lequel il séduit une princesse écossaise dans le village de Mundaka, pour concevoir le mythique premier seigneur de Biscaye, Jaun Zuria. Cette légende serait une fabrication pour légitimer la seigneurie de Biscaye en tant qu'État séparé de la Navarre, il n'y a en tout cas aucune trace historique d'un tel seigneur.
Selon Edwin Olivier James, on peut penser que « les premiers colons néolithiques, arrivés sur le continent de l’Europe occidentale, étaient déjà familiarisés avec le culte de la Déesse ». Mais, « avec la connaissance de l’élevage et de la domestication des animaux, le rôle du mâle dans le processus de la génération apparut plus clairement et fut considéré comme vital lorsque furent mieux connus les faits physiologiques concernant la paternité. À ce moment, on assigna à la Déesse-Mère un partenaire mâle qui était son fils ou son amant, son frère ou son époux. Toutefois, bien qu’il ait été le procréateur, il occupa vis-à-vis de la Déesse une position subordonnée, n’étant en réalité dans le culte qu’une figure secondaire »
Maju est un génie souterrain qui, sortant de son antre, va s'unir à sa femme Mari. C'est alors que se forge une tempête déchargeant sur terre grêle et grêlons. 

## Étymologie
- Le nom de Sugaar ou Sugar semble dériver de la réunion des mots suge (serpent) et ar (mâle), signifiant par conséquent serpent mâle. Cependant, il peut être aussi formé par une agglutination des mots su (feu) + gar (flamme), signifiant dans ce cas flamme du feu.

- Sugoi, autre nom de la déité, possède la même interprétation duale : soit venant de suge + o[h]i (vieux serpent), soit de su + goi (haut feu).

- Il n'y a pour l'instant pas d'étymologie pour sa troisième appellation Maju (époux de Mari ?).

## Légendes locales
- À Ataun, il est décrit comme vivant dans les caves d'Amunda et d'Atarreta. Il est dit qu'il a été aperçu croisant le ciel sous forme de feu-faucille, ce qui est considéré comme présage d'orages. Dans le même secteur il est aussi dit que Sugaar punit les enfants qui désobéissent à leurs parents.
- À Azkoitia, Sugaar est clairement identifié à Maju. Il rencontre Mari le vendredi (le jour de akelarre ou du  sabbat), concevant alors les orages.
- À Betelu, il est connu sous le nom de Suarra et considéré comme un démon. On dit là-bas qu'il voyage à travers le ciel sous la forme d'une boule de feu, entre les montagnes Balerdi et Elortalde.
- Au carnaval d'Etxauri, Maju est représenté

## Arbre généalogique
| Princesse de Mundaka | Princesse de Mundaka | Princesse de Mundaka | Princesse de Mundaka | Princesse de Mundaka              | Princesse de Mundaka              |                                   |                                   |                                   |                                   | Sugaar (Feu, serpent) | Sugaar (Feu, serpent) | Sugaar (Feu, serpent)               | Sugaar (Feu, serpent)     | Sugaar (Feu, serpent)     | Sugaar (Feu, serpent)     |                           |                           |  |  |                      |                      | Mari (Déesse)        | Mari (Déesse)        | Mari (Déesse)        | Mari (Déesse)        | Mari (Déesse) | Mari (Déesse) |                                 |                                 |                                 |                                 |                                       |                                       |                                       |                                       | Amalur (La Terre Mère)                | Amalur (La Terre Mère)                | Amalur (La Terre Mère)       | Amalur (La Terre Mère)       | Amalur (La Terre Mère)              | Amalur (La Terre Mère)              |                                     |                                     |                                     |                                     |  |  |
| Princesse de Mundaka | Princesse de Mundaka | Princesse de Mundaka | Princesse de Mundaka | Princesse de Mundaka              | Princesse de Mundaka              |                                   |                                   |                                   |                                   | Sugaar (Feu, serpent) | Sugaar (Feu, serpent) | Sugaar (Feu, serpent)               | Sugaar (Feu, serpent)     | Sugaar (Feu, serpent)     | Sugaar (Feu, serpent)     |                           |                           |  |  |                      |                      | Mari (Déesse)        | Mari (Déesse)        | Mari (Déesse)        | Mari (Déesse)        | Mari (Déesse) | Mari (Déesse) |                                 |                                 |                                 |                                 |                                       |                                       |                                       |                                       | Amalur (La Terre Mère)                | Amalur (La Terre Mère)                | Amalur (La Terre Mère)       | Amalur (La Terre Mère)       | Amalur (La Terre Mère)              | Amalur (La Terre Mère)              |                                     |                                     |                                     |                                     |  |  |
|                      |                      |                      |                      |                                   |                                   |                                   |                                   |                                   |                                   |                       |                       |                                     |                           |                           |                           |                           |                           |  |  |                      |                      |                      |                      |                      |                      |               |               |                                 |                                 |                                 |                                 |                                       |                                       |                                       |                                       |                                       |                                       |                              |                              |                                     |                                     |                                     |                                     |                                     |                                     |  |  |
|                      |                      |                      |                      |                                   |                                   |                                   |                                   |                                   |                                   |                       |                       |                                     |                           |                           |                           |                           |                           |  |  |                      |                      |                      |                      |                      |                      |               |               |                                 |                                 |                                 |                                 |                                       |                                       |                                       |                                       |                                       |                                       |                              |                              |                                     |                                     |                                     |                                     |                                     |                                     |  |  |
|                      |                      |                      |                      | Jaun Zuria (Seigneur des Basques) | Jaun Zuria (Seigneur des Basques) | Jaun Zuria (Seigneur des Basques) | Jaun Zuria (Seigneur des Basques) | Jaun Zuria (Seigneur des Basques) | Jaun Zuria (Seigneur des Basques) |                       |                       | Mikelats (Mauvais esprit)           | Mikelats (Mauvais esprit) | Mikelats (Mauvais esprit) | Mikelats (Mauvais esprit) | Mikelats (Mauvais esprit) | Mikelats (Mauvais esprit) |  |  | Atarabi (Bon esprit) | Atarabi (Bon esprit) | Atarabi (Bon esprit) | Atarabi (Bon esprit) | Atarabi (Bon esprit) | Atarabi (Bon esprit) |               |               |                                 |                                 |                                 |                                 | Eguzki Amandre (La grand-mère soleil) | Eguzki Amandre (La grand-mère soleil) | Eguzki Amandre (La grand-mère soleil) | Eguzki Amandre (La grand-mère soleil) | Eguzki Amandre (La grand-mère soleil) | Eguzki Amandre (La grand-mère soleil) |                              |                              | Ilargi Amandre (La grand-mère lune) | Ilargi Amandre (La grand-mère lune) | Ilargi Amandre (La grand-mère lune) | Ilargi Amandre (La grand-mère lune) | Ilargi Amandre (La grand-mère lune) | Ilargi Amandre (La grand-mère lune) |  |  |
|                      |                      |                      |                      | Jaun Zuria (Seigneur des Basques) | Jaun Zuria (Seigneur des Basques) | Jaun Zuria (Seigneur des Basques) | Jaun Zuria (Seigneur des Basques) | Jaun Zuria (Seigneur des Basques) | Jaun Zuria (Seigneur des Basques) |                       |                       | Mikelats (Mauvais esprit)           | Mikelats (Mauvais esprit) | Mikelats (Mauvais esprit) | Mikelats (Mauvais esprit) | Mikelats (Mauvais esprit) | Mikelats (Mauvais esprit) |  |  | Atarabi (Bon esprit) | Atarabi (Bon esprit) | Atarabi (Bon esprit) | Atarabi (Bon esprit) | Atarabi (Bon esprit) | Atarabi (Bon esprit) |               |               |                                 |                                 |                                 |                                 | Eguzki Amandre (La grand-mère soleil) | Eguzki Amandre (La grand-mère soleil) | Eguzki Amandre (La grand-mère soleil) | Eguzki Amandre (La grand-mère soleil) | Eguzki Amandre (La grand-mère soleil) | Eguzki Amandre (La grand-mère soleil) |                              |                              | Ilargi Amandre (La grand-mère lune) | Ilargi Amandre (La grand-mère lune) | Ilargi Amandre (La grand-mère lune) | Ilargi Amandre (La grand-mère lune) | Ilargi Amandre (La grand-mère lune) | Ilargi Amandre (La grand-mère lune) |  |  |
|                      |                      |                      |                      |                                   |                                   |                                   |                                   |                                   |                                   |                       |                       |                                     |                           |                           |                           |                           |                           |  |  |                      |                      |                      |                      |                      |                      |               |               |                                 |                                 |                                 |                                 |                                       |                                       |                                       |                                       |                                       |                                       |                              |                              |                                     |                                     |                                     |                                     |                                     |                                     |  |  |
|                      |                      |                      |                      |                                   |                                   |                                   |                                   |                                   |                                   |                       |                       |                                     |                           |                           |                           |                           |                           |  |  |                      |                      |                      |                      |                      |                      |               |               |                                 |                                 |                                 |                                 |                                       |                                       |                                       |                                       |                                       |                                       |                              |                              |                                     |                                     |                                     |                                     |                                     |                                     |  |  |
|                      |                      |                      |                      |                                   |                                   |                                   |                                   |                                   |                                   |                       |                       | Amilamia (Bienfaisante)             | Amilamia (Bienfaisante)   | Amilamia (Bienfaisante)   | Amilamia (Bienfaisante)   | Amilamia (Bienfaisante)   | Amilamia (Bienfaisante)   |  |  | Urtzi (Dieu du ciel) | Urtzi (Dieu du ciel) | Urtzi (Dieu du ciel) | Urtzi (Dieu du ciel) | Urtzi (Dieu du ciel) | Urtzi (Dieu du ciel) |               |               | Basajaun (Seigneur de la forêt) | Basajaun (Seigneur de la forêt) | Basajaun (Seigneur de la forêt) | Basajaun (Seigneur de la forêt) | Basajaun (Seigneur de la forêt)       | Basajaun (Seigneur de la forêt)       |                                       |                                       | Basandere (Dame de la forêt)          | Basandere (Dame de la forêt)          | Basandere (Dame de la forêt) | Basandere (Dame de la forêt) | Basandere (Dame de la forêt)        | Basandere (Dame de la forêt)        |                                     |                                     |                                     |                                     |  |  |
|                      |                      |                      |                      |                                   |                                   |                                   |                                   |                                   |                                   |                       |                       | Amilamia (Bienfaisante)             | Amilamia (Bienfaisante)   | Amilamia (Bienfaisante)   | Amilamia (Bienfaisante)   | Amilamia (Bienfaisante)   | Amilamia (Bienfaisante)   |  |  | Urtzi (Dieu du ciel) | Urtzi (Dieu du ciel) | Urtzi (Dieu du ciel) | Urtzi (Dieu du ciel) | Urtzi (Dieu du ciel) | Urtzi (Dieu du ciel) |               |               | Basajaun (Seigneur de la forêt) | Basajaun (Seigneur de la forêt) | Basajaun (Seigneur de la forêt) | Basajaun (Seigneur de la forêt) | Basajaun (Seigneur de la forêt)       | Basajaun (Seigneur de la forêt)       |                                       |                                       | Basandere (Dame de la forêt)          | Basandere (Dame de la forêt)          | Basandere (Dame de la forêt) | Basandere (Dame de la forêt) | Basandere (Dame de la forêt)        | Basandere (Dame de la forêt)        |                                     |                                     |                                     |                                     |  |  |
|                      |                      |                      |                      |                                   |                                   |                                   |                                   |                                   |                                   |                       |                       |                                     |                           |                           |                           |                           |                           |  |  |                      |                      |                      |                      |                      |                      |               |               |                                 |                                 |                                 |                                 |                                       |                                       |                                       |                                       |                                       |                                       |                              |                              |                                     |                                     |                                     |                                     |                                     |                                     |  |  |
|                      |                      |                      |                      |                                   |                                   |                                   |                                   |                                   |                                   |                       |                       | Laminak (Petits êtres fantastiques) |                           |                           |                           |                           |                           |  |  |                      |                      |                      |                      |                      |                      |               |               |                                 |                                 |                                 |                                 |                                       |                                       |                                       |                                       |                                       |                                       |                              |                              |                                     |                                     |                                     |                                     |                                     |                                     |  |  |